# 新在家北町
新在家北町（しんざいけきたまち）は兵庫県神戸市灘区の町名。現行行政地名は新在家北町一丁目及び新在家北町二丁目。
令和2年国勢調査（2020年10月1日）における世帯数270、人口663、うち男性317人、女性346人。郵便番号657-0861。

## 地理
東は浜田町、南は国道43号線と阪神高速3号神戸線を隔て新在家南町、西は大石東町、北は阪神本線を隔て友田町。東から一～二丁目に分かれる。町域内に阪神電鉄新在家駅を有する。旧新在家村（大字新在家）の北部、国道43号以北にあたる。

## 歴史
新在家とは新しい村という意味で、全国に同様の地名がある。この新在家は古くは室町期より見られ、近世初期に大石村から分かれて東大石の海岸部分に開かれた。江戸時代初期に新在家村と呼ばれるようになったが、都賀川を境に大石を西大石村、新在家を東大石村とも言ったという。
明治16年（1883年）7月、大石と新在家は連合戸長制により新在家組として1人の戸長を共有することとなった。そして明治22年4月、両村は合併して都賀浜村となり大正3年（1914年）7月に西郷町となる。。
神戸市への合併後の昭和13年（1938年）、字日尾川・両度川の各一部が新在家北町、字日尾町・両度川・石原・宮見附・稲地・上田が新在家中町となり、更に昭和41年（1966年）に北町と中町の一部が新在家北町として再編されて現在に至る。